# Cuajimalpa de Morelos
Cuajimalpa de Morelos är en av Mexico Citys 16 distrikt, delegación. Namnet betyder ungefär 'spånplatsen' på nahuatl. Detta är ett högt belägen del av Mexico City som gränsar till delstaten Mexiko och här finns fortfarande en del skog. I det här området finns en del nyare byggnation och fina köpcentra i Santa Fe
Flera internationella koncerner har kontor i Santa Fe, bland annat har Ericsson sitt mexikanska huvudkontor här.

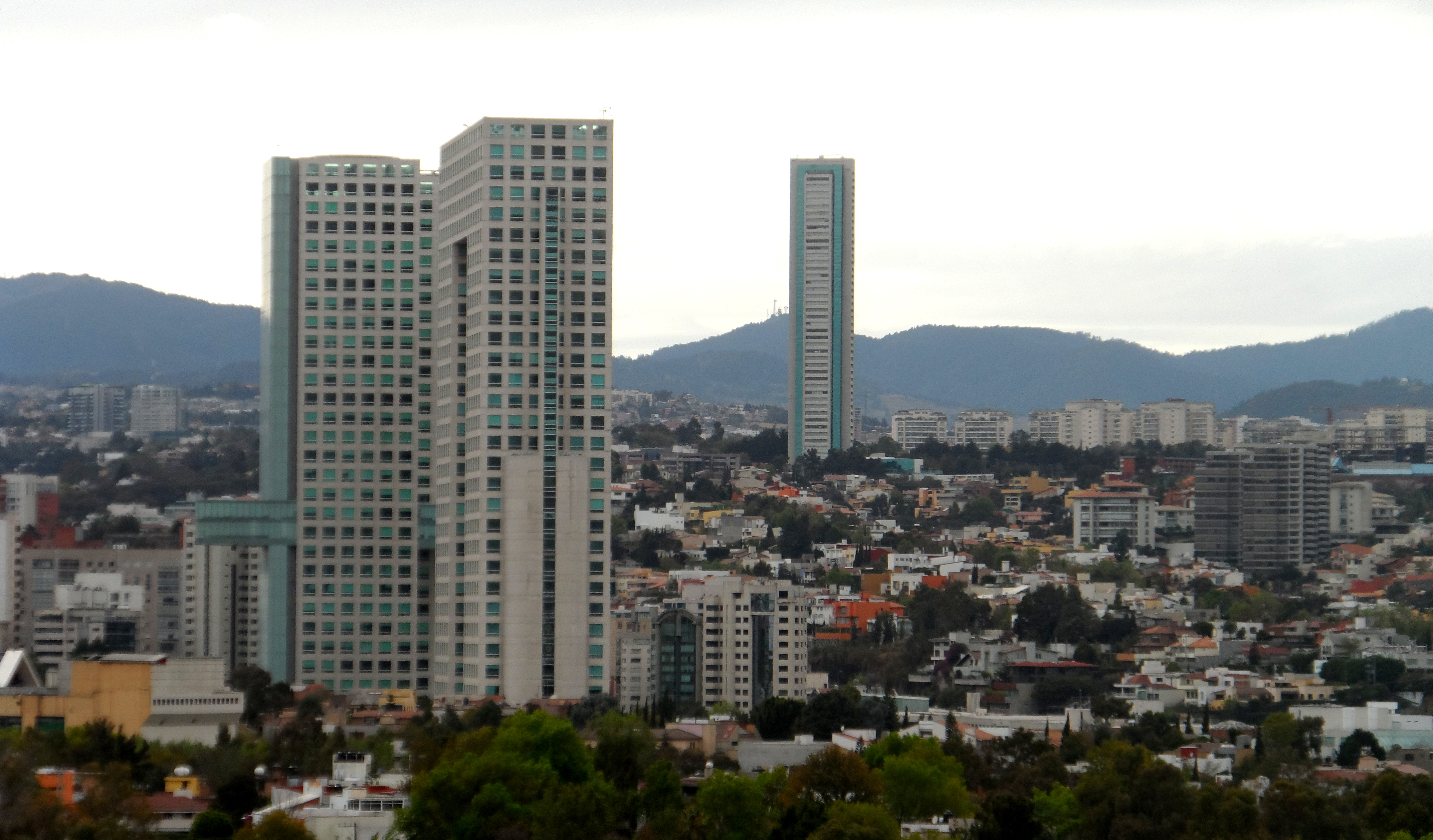
Cuajimalpa de Morelos

Betalvägen till Toluca börjar här.